# Mare de Déu de Sant Cugat
La Mare de Déu de Sant Cugat és una escultura realitzada el 1218 que es conserva al Museu de Terrassa, i s'exposa a la Sala Medieval del Castell Cartoixa de Vallparadís, al Vallès Occidental.

## Història

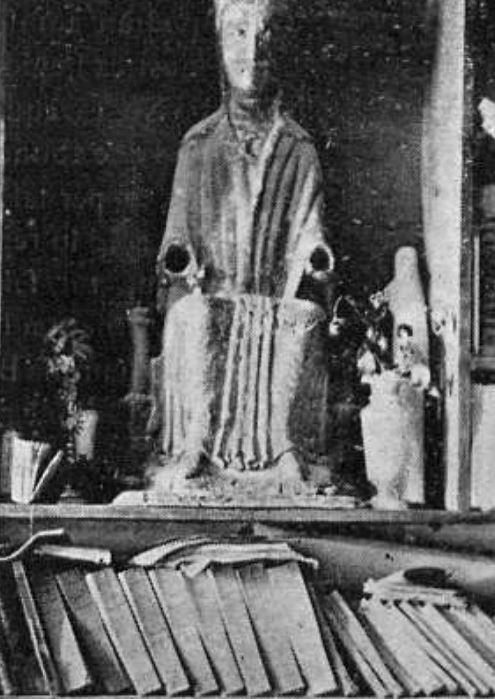
Imatge del 1911

Probablement aquesta imatge de fusta policromada es venerava a l'altar de Santa Maria del Monestir de Sant Cugat del Vallès.
Està documentat fotogràficament que, entre 1910 i 1911, la talla es trobava en el Museu aplegat per Mn. Andreu Domènech, situat al 1r pis de la Casa Rectoral de Sant Cugat del Vallès. L'any 1912 Mn. Gudiol afirma haver-la vist exposada al Monestir santcugatenc. La pèrdua de la talla es produeix entre els anys 1912 i 1916, període en què es van produir dos fets: el canvi d'ecònom i el lliurament de la totalitat de peces artístiques d'aquell Museu al Bisbat de Barcelona.
Josep Soler i Palet la va adquirir a un antiquari, en una subhasta pública, després de mantenir una pugna amb el seu amic Mn. Josep Gudiol, conservador del Museu Episcopal de Vic. L'11 de juliol de 1924 la va llegar al Museu de Terrassa.
L'obra, va ser restaurada entre el 1988 i 1990, es va exhibir a l'exposició Catalunya Restaura del Centre d'Art Santa Mònica de Barcelona.
Els treballs de restauració van permetre la recuperació de la policromia original, ja que havia estat repintada en més d'una ocasió, sobretot a la part davantera. A més, es va descobrir, a la part posterior del cap, una cavitat rectangular intencionadament dissimulada amb una tapadora de la mateixa fusta. A l'interior va aparèixer un paquet amb dotze relíquies embolcallades en saquets, amb fragments de teixits i amb deu trossos de pergamí escrits en llatí. Alguns textos, cosits sobre el teixit, expliquen el contingut i l'atribució de les relíquies i, a més, permeten la datació exacta de l'escultura -12 d'agost de 1218-, convertint-la en la primera talla romànica coneguda a Catalunya amb data precisa.
Un dels manuscrits explica que les relíquies van ser dipositades la vigília de l'Assumpció de 1218 per disposició de Ramon de Banyeres, Abat del Monestir de Sant Cugat, que havia encarregat l'obra. Les relíquies pertanyen a: Simó, Judes, Cugat màrtir, Sant Napolità Màrtir, Sant Hilari, Santa Justa, Santa Semproniana, les Santes Masses, la sang de Sant Joan Baptista, el Pessebre i el Sant Sepulcre.
L'excepcionalitat de la talla és evident, pel que fa a les dimensions, l'equilibrada proporció i la decoració i perquè és una de les poques imatges reliquiari de Mare de Déu conservades a Catalunya. Aquesta peça respon a la voluntat de donar un caràcter sagrat a la imatge, sense risc de caure en la idolatria.

## Composició[calcitació]
Iconogràficament representa una Verge en majestat (derivada de la Kyriotissa romana d'Orient) asseguda en un tron (sedes sapientae) de planta quadricular format per quatre pilars cilíndrics.
Té mutilats els avantbraços i li falta la figura del fill, que segurament existia. L'interior del setial és buit, tapat a la part posterior i pintat imitant un respatller amb un esquemàtic motiu heràldic de caràcter reial, present en altres imatges del segle xiii.
Maria porta una corona de cresteria – amb mínimes restes d'aplic metàl·lic – sobre un mantell policromat amb motius de quadres negres sobre fons blanc, una franja grisa i una vora vermella, i a sota apunten els cabells. Porta un collaret de cercles amb un botó ovalat central.
Vesteix una túnica blava amb coll rodó decorada amb motius geomètrics. Al pit presenta un forat vorejat amb coure que subjectava un medalló desaparegut. Un dels elements més interessants és el magnífic mantell que la cobreix, amb una decoració geomètrica (grans fulles plegades i simètriques), vegetal i de cercles tangents, amb dos ocells enfrontats i amb la flor de lis. Aquest tipus de decoració té paral·lels amb teixits contemporanis de tradició romana d'Orient o hispanoàrab, coneguts en la documentació medieval com a pallia rotata, teixits decorats amb cercles. La caiguda dels plecs de la túnica es poden comparar amb imatges com la de la marededéu de Matamala, la de Montserrat o la del número de registre 9691 del Museu Episcopal de Vic.
La composició de l'escultura és de tipus monumental. L'expressió i les faccions del rostre de la Verge són suaus, de derivació clàssica.